# Sidemia contecta
Sidemia contecta là một loài bướm đêm trong họ Noctuidae.